# 20 000 de leghe sub mări (film din 1954)
20 000 de leghe sub mări (20,000 Leagues Under the Sea) este un film SF american din 1954 regizat de Richard Fleischer. În rolurile principale joacă actorii  Kirk Douglas, James Mason și Paul Lukas.

## Distribuție
- Kirk Douglas – Ned Land
- James Mason – Captain Nemo
- Paul Lukas – Professor Pierre Arounax
- Peter Lorre – Conseil
- Robert J. Wilke – Nautilus's First Mate
- Ted de Corsia – Captain Farragut
- Carleton Young – John Howard
- J. M. Kerrigan – Billy
- Percy Helton – Coach driver
- Ted Cooper – Abraham Lincoln's First Mate

Afișul original al filmului

- Fred Graham – Casey